# Ordgarius magnificus
Ordgarius magnificus là một loài nhện trong họ Araneidae.
Loài này thuộc chi Ordgarius. Ordgarius magnificus được William Joseph Rainbow miêu tả năm 1897.